# Elbow (Saskatchewan)
Elbow je vesnice v kanadské provincii Saskatchewan. Bylo založeno roku 1909 v místech poblíž dnešní přehradní nádrže Lake Diefenbaker. Je asi 8 km severozápadně od Mistusinne, 10 km severozápadně od provinčního parku Douglas Provincial Park a 16 km jihovýchodně od Loreburnu. Místo získalo své jméno jako odkaz na umístění v ohybu řeky South Saskatchewan.
Součástí obce je marína pro skladování člunů a pronájem hausbótů, golfové hřiště, prodejní místo motorových člunů a dvě restaurace. Také tu stojí drnový dům (který je využíván jako museum) a je tu také knihovna.

## Demografie
Podle sčítání lidu z roku 2006 žilo v Elbow 294 obyvatel ve 187 příbytcích. Od roku 2001 došlo k úbytku obyvatelstva o 1,3%. Střední věk obyvatelstva dosahoval 57,5 let (u mužů 57 let a u žen 57,8 let).